# Округ Ливингстон (Мичиген)
Округ Ливингстон (енгл. Livingston County) је округ у америчкој савезној држави Мичиген.

## Демографија
По попису из 2010. године број становника је 180.967, што је 24.016 (15,3%) становника више него 2000. године.
| Група             | 2000.           | 2010.           |
| Белци             | 151.170 (96,3%) | 172.513 (95,3%) |
| Афроамериканци    | 722 (0,5%)      | 809 (0,4%)      |
| Азијати           | 896 (0,6%)      | 1.424 (0,8%)    |
| Хиспаноамериканци | 1.953 (1,2%)    | 3.460 (1,9%)    |
| Укупно            | 156.951         | 180.967         |